# Associazione Calcio Monza 1950-1951
Questa voce raccoglie le informazioni riguardanti l'Associazione Calcio Monza nelle competizioni ufficiali della stagione 1950-1951.

## Stagione
In questa stagione il Presidente Peppino Borghi raccoglie i frutti del lavoro fatto nei due anni precedenti.
La squadra orchestata da Annibale Frossi è ben strutturata in ogni reparto ed è da subito la protagonista del girone. Le avversarie destinate a contenderle il posto in Serie B furono le uniche (salvo il Magenta impegnato nella lotta a non retrocedere) a infliggerle delle sconfitte esterne, ma durante tutta la stagione non riuscirono mai a scalzarla dal primo posto in classifica. 

## Rosa
| N. |                   | Ruolo | Calciatore          |
| -- | ----------------- | ----- | ------------------- |
|    | Italia (bandiera) | A     | Angelo Chiesa       |
|    | Italia (bandiera) | C     | Carlo Colombetti    |
|    | Italia (bandiera) | P     | Ernesto Corno       |
|    | Italia (bandiera) | D     | Bruno Dazzi         |
|    | Italia (bandiera) | D     | Giacomo De Poli     |
|    | Italia (bandiera) | A     | Luigi Del Signore   |
|    | Italia (bandiera) | D     | Livio Epicoco       |
|    | Italia (bandiera) | C     | Valentino Giambelli |
|    | Italia (bandiera) | A     | Carlo Maesani       |

| N. |                   | Ruolo | Calciatore        |
| -- | ----------------- | ----- | ----------------- |
|    | Italia (bandiera) | C     | Sergio Magni      |
|    | Italia (bandiera) | D     | Carlo Martinengo  |
|    | Italia (bandiera) | D     | Giovanni Pasolini |
|    | Italia (bandiera) | D     | Araldo Pirola     |
|    | Italia (bandiera) | A     | Angelo Redaelli   |
|    | Italia (bandiera) | A     | Siddi             |
|    | Italia (bandiera) | C     | Guido Soldani     |
|    | Italia (bandiera) | P     | Andrea Valenti    |
|    | Italia (bandiera) | A     | Mario Zanello     |

## Risultati

### Serie C

#### Girone di andata
| Arbitro: | Trentin (Torino) |

|                       |           |  |
| Maesani 81’ Dazzi 89’ | Marcatori |  |

| Arbitro: | Piemonte (Monfalcone) |

|            |           |                |
| Operto 30’ | Marcatori | 69’ Martinengo |

| Arbitro: | Poggipollini (Ferrara) |

|                                   |           |  |
| Martinengo 16’ (rig.) Soldani 90’ | Marcatori |  |

| Arbitro: | Molon (Verona) |

|             |           |                                   |
| Corradi 19’ | Marcatori | 30’ Soldani 82’ (rig.) Martinengo |

| Arbitro: | Ciriotto (Venezia) |

|                                                      |           |               |
| Dazzi 43’ Del Signore 44’ Zanello 53’, 76’ Siddi 81’ | Marcatori | 12’ Pellicari |

| Arbitro: | Franzoi (Venezia) |

|                                                           |           |              |
| Soldani 6’, 63’ Zanello 22’ Martinengo 34’ Dazzi 60’, 86’ | Marcatori | 85’ Uglietti |

| Fossano 5 novembre 1950 7ª giornata | Fossanese          | 0 – 0 | Monza | Stadio Comunale\| Arbitro: \| Garzelli (Livorno) \| |
| Arbitro:                            | Garzelli (Livorno) |       |       |                                                     |

| Arbitro: | Ferrari Aggradi (Firenze) |

|           |           |             |
| Dazzi 34’ | Marcatori | 5’ Costanzo |

| Arbitro: | Piemonte (Monfalcone) |

|             |           |                                 |
| Balconi 24’ | Marcatori | 16’ Zanello 30’, 70’, 79’ Dazzi |

| Saronno 26 novembre 1950 10ª giornata | Saronno        | 0 – 0 | Monza | Stadio Colombo-Gianetti\| Arbitro: \| Selva (Torino) \| |
| Arbitro:                              | Selva (Torino) |       |       |                                                         |

| Arbitro: | Manservigi (Mestre) |

|                               |           |               |
| Dazzi 15’, 56’ Martinengo 79’ | Marcatori | 88’ Boglietti |

| Arbitro: | Bilotti (Ravenna) |

|            |           |                                          |
| Destri 42’ | Marcatori | 14’ Del Signore 35’, 78’ Magni 37’ Dazzi |

| Arbitro: | Burg (Monfalcone) |

|                                                            |           |                                      |
| Colombetti 24’ Zanello 48’ Martinengo 66’ (rig.) Dazzi 86’ | Marcatori | 16’ Rosso 62’ Corradino 81’ Curletto |

| Arbitro: | Mattei (Torino) |

|                                          |           |               |
| Giambelli 58’, 68’ Soldani 77’ Dazzi 85’ | Marcatori | 82’ Cavagnero |

| Arbitro: | Rigato (Mestre) |

|                            |           |  |
| Giraudo 14’ Albertelli 80’ | Marcatori |  |

| Arbitro: | Piemonte (Monfalcone) |

|  |           |              |
|  | Marcatori | 52’ Gottardo |

| Arbitro: | Fortina (Novara) |

|                |           |                               |
| Brena 41’, 44’ | Marcatori | 20’ Chiesa 60’, 61’ Giambelli |

| Arbitro: | Canepa (Genova) |

|              |           |  |
| Pasolini 51’ | Marcatori |  |

| Arbitro: | Pignataro (Torino) |

|                      |           |            |
| Dazzi 2’ Zanello 21’ | Marcatori | 71’ Celani |

#### Girone di ritorno
| Arbitro: | Selva (Torino) |

|                |           |            |
| Paracchini 64’ | Marcatori | 24’ Chiesa |

| Arbitro: | Molon (Verona) |

|                                      |           |           |
| Dazzi 29’, 86’ Soldani 55’, 72’, 89’ | Marcatori | 84’ Zetti |

| Arbitro: | Canavesio (Torino) |

|          |           |                                      |
| Sala 57’ | Marcatori | 25’, 61’, 69’, 84’ Dazzi 34’ Soldani |

| Arbitro: | Nottolini (Ferrara) |

|                                  |           |                                    |
| Chiesa 21’ Colombetti 50’ (rig.) | Marcatori | 34’ (rig.) Corradi 80’ Fracassetti |

| Arbitro: | Rigato (Mestre) |

|  |           |                              |
|  | Marcatori | 22’, 90’ Dazzi 72’ Giambelli |

| Arbitro: | Silvano (Torino) |

|                          |           |             |
| Bettolini 18’ Agosti 28’ | Marcatori | 22’ Maesani |

| Arbitro: | Forza (Monfalcone) |

|                           |           |  |
| Dazzi 41’, 60’ Chiesa 71’ | Marcatori |  |

| Biella 25 marzo 1951 27ª giornata | Biellese         | 0 – 0 | Monza | Stadio Lamarmora\| Arbitro: \| Menchini (Udine) \| |
| Arbitro:                          | Menchini (Udine) |       |       |                                                    |

| Arbitro: | Carpani (Milano) |

|                       |           |             |
| Soldani 13’, 55’, 68’ | Marcatori | 76’ Daverio |

| Arbitro: | Parpaiola (Padova) |

|                       |           |           |
| Dazzi 25’ Zanello 72’ | Marcatori | 5’ Girola |

| Arbitro: | Tibaldi (Savona) |

|           |           |  |
| Gibin 51’ | Marcatori |  |

| Arbitro: | Jonni (Macerata) |

|                                                           |           |  |
| Redaelli 11’ Martinengo 23’ (rig.) Chiesa 39’ Soldani 88’ | Marcatori |  |

| Rapallo 29 aprile 1951 32ª giornata | Rapallo Ruentes  | 0 – 0 | Monza | Stadio Umberto Macera\| Arbitro: \| Cartei (Firenze) \| |
| Arbitro:                            | Cartei (Firenze) |       |       |                                                         |

| Arbitro: | Savio (Torino) |

|                |           |                         |
| Bacciarello 3’ | Marcatori | 4’ Redaelli 82’ Soldani |

| Arbitro: | Moratelli (Bologna) |

|                                         |           |                |
| Dazzi 30’, 77’ Giambelli 40’ Chiesa 49’ | Marcatori | 53’ Albertelli |

| Arbitro: | Marchetti (Milano) |

|                             |           |  |
| Peruzzo 21’, 25’ Buzzin 34’ | Marcatori |  |

| Arbitro: | Pizzato (Mestre) |

|                                          |           |  |
| Dazzi 15’ Soldani 32’ Venturi 83’ (aut.) | Marcatori |  |

| Arbitro: | Rigato (Mestre) |

|  |           |                       |
|  | Marcatori | 37’ (rig.) Colombetti |

| Arbitro: | Liverani (Torino) |

|                        |           |            |
| Balconi 19’ Rosati 32’ | Marcatori | 9’ Soldani |

## Statistiche
Statistiche aggiornate al 10 giugno 1951.

### Statistiche di squadra
| Competizione | Punti | In casa | In casa | In casa | In casa | In casa | In casa | In trasferta | In trasferta | In trasferta | In trasferta | In trasferta | In trasferta | Totale | Totale | Totale | Totale | Totale | Totale | DR |
| Competizione | Punti | G       | V       | N       | P       | Gf      | Gs      | G            | V            | N            | P            | Gf           | Gs           | G      | V      | N      | P      | Gf     | Gs     | DR |
| ------------ | ----- | ------- | ------- | ------- | ------- | ------- | ------- | ------------ | ------------ | ------------ | ------------ | ------------ | ------------ | ------ | ------ | ------ | ------ | ------ | ------ | -- |
| Serie C      | ..    | ..      | ..      | .       | .       | ..      | ..      | ..           | .            | .            | .            | ..           | ..           | ..     | ..     | .      | .      | ..     | ..     | .. |

### Statistiche dei giocatori
| Giocatore | Serie C  | Serie C |
| Giocatore | Presenze | Reti    |
| --------- | -------- | ------- |
| . Cognome | .        | .       |
| . Cognome | .        | .       |
| . Cognome | .        | .       |
| . Cognome | .        | .       |
| . Cognome | .        | .       |
| . Cognome | .        | .       |
| . Cognome | .        | .       |